# HK Riazan-VDV
Le HK Riazan-VDV est un club de hockey sur glace de Riazan en Russie. Il évolue dans la VHL, le second échelon russe.

## Historique
Le club est créé en 1955 sous le nom de Komanda Riazani. Il a changé plusieurs fois de nom au cours de son histoire:
- 1958 : Trud Riazan
- 1959 : Krasnoye Znamya Riazan
- 1962 : Ryazselmash Riazan
- 1963 : Khimik Riazan
- 1965 : Spartak Riazan
- 1966 : Stankostroitel Riazan
- 1990 : Vyatich Riazan
- 2000 : HK Riazan.
- En 2022, il prend le nom de HK Riazan-VDV.

## Palmarès
- Aucun titre.